# Corvus (naprava)
Corvus (latinsko krokar) je bilo bojno sredstvo, uporabljeno na ladjah rimske vojne mornarice.
Ker so bili Rimljani boljši kopenski kot pomorski bojevniki, so želeli svojo prednost kopenskega bojevanja prenesti tudi v pomorsko bojevanje. Tako so razvili poseben dvižni most, ki so jih namestili na krove ladij.
Corvus je bil tako odlikovan iz dveh primarnih delov. Most je bil na enem delu pritrjen na jambor, na spodnji strani drugega konca pa se je nahajala železna konica, dolga 1-1,5 m. Sam most je bil dolg med 8 in 10,5 m (odvisno od velikosti ladje). Most je bil tudi obojestransko ograjo, ki je omogočala naslon scutumov. Širok je bil okoli 1,2 m. Drugi del corvusa je bil jambor. Jambor je bil krožno vrtljiv. Na spodnjem delu je bil pritjen most, na zgornjem delu pa se je nahajal preprost škripec.
Ko se je rimska ladja približevala sovražniku, so se pripadniki mornariške pehote zbrali na krovu in s svojimi scutumi oblikovali ščit okoli celotne ladje; s tem so zaščitili veslači, ki so dobili ukaz, da povečajo hitrost in se tako čim prej približajo sovražnikovi ladji. Ko se prišli v bližino sovražnikove ladje, so mornarji s pomočjo škripca dvignili zgornji del mostu in počakali, da so se popolnoma približali sovražniku. Ko so se dovolj približali (na dolžino mostu), so izpustili vrvi škripca in tako se je most spustil proti sovražnikovem krovu. Železna konica se je zabila v krov in tako preprečila, da bi se lahko sovražnikova ladja odvojila. Tako ko je most padel, so se nanj povzeli marinci. Oblikovali so dve vrsti. Prva dva marinca na mostu sta scutuma držala pred seboj, medtem ko so ostali položili scutum na ograjo. Tako so oblikovali popoln ščit in se pričeli premikati proti sovražnikovi ladji. Ko je prvi par prišel na sovražnikovo ladjo, je na drugem koncu stopil na most nov par. S tem so dosegli nenehni dotok novih marincev na sovražnikovo ladjo.
Manjše ladje so imele le en krokar, večje pa po navadi dva.